# Meurtres sur le lac Léman
Pour plus de détails, voir Fiche technique et Distribution.
Meurtres sur le lac Léman est un téléfilm franco-belge, faisant partie de la collection Meurtres à..., diffusé en 2016.
Cette fiction est une coproduction d'Adrénaline, Be-FILMS et la RTBF (télévision belge), avec la participation de France 3, TV5 Monde et de la Radio télévision suisse (RTS),.

## Synopsis
Alors que le bateau de la CGN traverse le lac Léman, il percute un flottin en forme de sirène, sur lequel est attaché le corps sans vie d'un homme. Ramené à Thonon-les-Bains, il s'avère qu'il était dans la partie suisse du lac et que le corps est tatoué avec le logo d’une équipe de foot du Mont-sur-Lausanne.
Pour élucider ce qui semble être un meurtre, la brigade de l'intégrité de Lausanne dépêche une enquêtrice à la gendarmerie de Thonon-les-Bains. Louis Jolly, capitaine de la gendarmerie, doit donc faire équipe avec Sandrine Zermatten, capitaine de la police lausannoise.
Alors que le mystère s’épaissit des deux côtés de la frontière, un mystérieux accident ayant plongé dans le coma un jeune homme depuis 5 ans, et finalement mort il y a un mois, vient compliquer l’enquête.
De plus, Alice, la fiancée du jeune homme décédé, semble avoir disparu, alors que les frères Mangin sont recherchés par la police, mais également par le tueur.
Pendant ce temps, Louis enquête pour savoir qui est réellement Sandrine et pourquoi elle reçoit des appels d’Aïsha, son ex avec qui il refuse de divorcer, malgré les relances répétées du juge.
Après avoir fouillé son téléphone portable et demandé à son supérieur de se renseigner auprès d'un ami de la police suisse, Louis apprend finalement que Sandrine, en plus d'être capitaine de police, est également la sœur de l'amant de son ex, Aïsha, également policier à Lausanne...
Alors que l’un des frères Mangin est retrouvé assassiné selon le même mode opératoire, le corps d’Alice est aussi retrouvée morte sur une plage. La mort semble remonter à deux semaines.
Mais qui a donc bien pu commettre tous ces meurtres au goût de vengeance ? D’autant plus que le « festival des flottins » d'Évian-les-Bains va bientôt débuter.

## Fiche technique
- Titre : Meurtres sur le lac Léman
- Réalisation : Jean-Marc Rudnicki[1],[2]
- Scénario : Lionel Pasquier, Clément Théobald[1],[2]
- Directeur de la photographie : Pierre Milon
- Montage : Quentin Boulay
- Musique : Grégoire Hetzel[1]
- Production : Charles Bernard, Guillaume Bernard, Monique Bernard-Beaumet
- Sociétés de production : Adrénaline, Be-FILMS et la RTBF (télévision belge)[1],[2]
- Pays de production :  France /  Belgique
- Genre : Thriller
- Durée : 1 h 30 minutes
- Dates de première diffusion :
  - en  Belgique, le 17 avril 2016 sur La Une ;
  - en  France, le 21 mai 2016 sur France 3.

## Distribution
- Corinne Touzet : Sandrine Zermatten
- Jean-Yves Berteloot : Louis Jolly
- Marc Robert : Jean-Pierre / Jean-Michel Mangin
- Marc Samuel : Olivier Finet
- Karine Texier : Clara Dumont
- Stéphan Wojtowicz : Antoine Duvivier

## Tournage
Évian-les-Bains, Thonon-les-Bains et Yvoire (Haute-Savoie) servent de décor à ce téléfilm, ainsi que Lausanne en Suisse et deux bateaux de la CGN.

## Audience
- France : 4,27 millions de téléspectateurs (première diffusion) (20 % de part d'audience)